# Цоггелер, Армин
А́рмин Цо́ггелер (нем. Armin Zöggeler, род. 4 января 1974 года в Мерано, Италия) — итальянский саночник немецкого происхождения, двукратный олимпийский чемпион (2002, 2006) на одноместных санях, серебряный (1998) и бронзовый (1994, 2010 и 2014) призёр Олимпийских игр. Единственный в истории Олимпийских игр (как зимних, так и летних) спортсмен, выигравший 6 медалей в одной и той же личной дисциплине (6 медалей в одной и той же командной дисциплине — командной сабле — на счету венгерского фехтовальщика Аладара Геревича). Многократный чемпион мира, Европы и Италии.
- 10-кратный обладатель Кубка мира (1998, 2000, 2001, 2004, 2006, 2007, 2008, 2009, 2010, 2011)
- 6-кратный чемпион мира (1995, 1999, 2001, 2003, 2005, 2011)
- Трёхкратный чемпион Европы (1994, 2004, 2008).
- 10-кратный чемпион Италии (1993, 1994, 1996, 1997, 1998, 2003, 2005, 2006, 2007, 2008)

Спортивное прозвище — «Каннибал» (итал. Il Cannibale). Профессия — офицер полиции. У Армина 2 ребёнка — Нина и Томас.
Цоггелер должен был нести флаг Италии на церемонии открытия Олимпийских игр 2010 года в Ванкувере, но Армин отказался в связи с тем, что первые старты саночников были запланированы уже на следующий день после многочасовой церемонии. В итоге знаменосцем итальянцев стал другой двукратный олимпийский чемпион лыжник Джорджо Ди Чента.
7 февраля 2014 года Армин пронёс флаг Италии на церемонии открытия зимних Олимпийских игр в Сочи, которые стали для Цоггелера шестыми в карьере.

## Государственные награды
- Командор ордена «За заслуги перед Итальянской Республикой» — 26 апреля 2002 года